# Heteroleuca
Heteroleuca is een geslacht van vlinders van de familie spanners (Geometridae), uit de onderfamilie Ennominae.

## Soorten
- H. albida Warren, 1904
- H. apicilineata Dognin, 1893
- H. flavifrons Dognin, 1914
- H. obscurata Dognin, 1914
- H. pullata Dognin, 1913
- H. rubescens Dognin, 1911
- H. similipennis Dognin, 1913
- H. subfalcata Dognin, 1913